# Mesomys leniceps
Mesomys leniceps é uma espécie de roedor da família Echimyidae.
É endêmica do Peru, onde é econhecida apenas da localização-tipo: Yambrasbamba.